# Lisac (planina u BiH)
Lisac je planina u općini Zenici. Nalazi se na sjeveru Zeničke kotline. Najviši vrh je Liskovača na 1348 metara nadmorske visine. Dugo se smatralo da je vrh Jelina (1311) najviši vrh. Dolina rijeke Bosne koja teče istočno odvaja ju od planine Vepra. U narodnoj predaji te su dvije planine nekoć bile jedna planina sve dok se braća blizanci, koji su dotad živjeli u slozi, nisu teško posvadili i svađa je okončala smrću obojice. Planina se od žalosti razdvojila na dva dijela između kojih je potekla rijeka od suza. U predaji je grob jednog brata na planini Liscu, a drugog na planini Vepru. Prema predaji zavađena će braća oživiti i pomiriti se. Kad se pomire, Vepar i Lisac opet će biti jedna planina, a čim se to dogodi jezerske vode poteći će uzvodno i "vratit će se potop".

## Vanjske poveznice
- Zenica - stare slike i pričice Zenica - Lisac